# Louise Bogan
Louise Bogan, född 11 augusti 1897 i Livermore Falls i Androscoggin County, Maine, död 4 februari 1970 i New York, var en amerikansk poet och litteraturkritiker. Hon har kallats en av USA:s bästa poeter, och under 38 år var hon litteraturkritiker i The New York Times.

## Biografi
Louise Bogan föddes 1897 i Livermore Falls i Maine. Hennes far var fabriksarbetare. Hennes föräldrars äktenskap var olyckligt. De flyttade runt mellan småorter i New England. Modern hade ofta utomäktenskapliga förhållanden, och försvann eller rymde vid återkommande tillfällen.
Eftersom Bogan visade sig duktig i skolan fick hon stöd för att studera vid Girls' Latin School i Boston. Efter ett år vid Boston University fick hon ett stipendium för att studera vid Radcliffe College, men hon tackade nej till det och flyttade istället till New York tillsammans med sin förste make. De flyttade därefter till Panamakanalzonen, där de levde fram tills att de separerade 1919. Där skrev Bogan flera av dikterna till sina första diktsamlingar. Maken dog 1920 av lunginflammation.
Bogan flyttade därefter till Wien, där hon levde ensam och skrev i flera år. År 1923 flyttade hon tillbaka till New York, och arbetade nära kulturantropologen Margaret Mead, och bland annat i en bokaffär. Hon började umgås i sammanhang med andra poeter, såsom William Carlos Williams, Léonie Adams, Malcolm Cowley, Conrad Aiken och Edmund Wilson. Samma år gav hon ut sin första diktsamling, Body of This Death.
Louise Bogan var gift två gånger: första gången 1916, men hon blev änka 1920. År 1925 gifte hon sig med poeten Raymond Holden, men de skilde sig 1937. Bogan dog i New York i februari 1970.

## Författarskap
Louise Bogan var framförallt aktiv under den första halvan av sitt liv, då hon gav ut en handfull diktsamlingar. Hon debuterade 1923 med Body of This Death. Redan då introducerades flera av de teman som Bogan skulle återvända till i sitt författarskap, bland annat svek. I Body of This Death skildras bland annat en kvinnas upplevelse av sexuellt svek, på ett sätt som delvis särskilde sig från många andra samtida kvinnliga poeter, bland annat genom hennes strikta och närmast objektiva språk.
Bogans genombrott kom med Sleeping Fury 1937, en diktsamling som hyllades av kritiker i de största amerikanska tidskrifterna. Detsamma gällde diktsamlingarna som följde, Poems and New Poems 1941 och Collected Poems 1923-1953. Kritiker menade att diktsamlingarna visade hur hon bemästrade det engelska språket, med en stilistik och ett språkbruk som härrör ur en klassiskt engelsk tradition. Det sistnämnda gällde inte minst den sista diktsamlingen som gavs ut innan Bogan dog, The Blue Estuaries: Poems, 1923-1968.
År 1945 utsågs hon till United States Poet Laureate, och blev den första kvinnan på den posten. En återkommande tematik i hennes poesi är hjärtats förhållande till själen. Hon påverkades starkt av samtida poeter som Theodore Roethke, men även av bland andra Rainer Maria Rilke och Henry Miller. Det märks också ett inflytande från De metafysiska poeterna, såsom John Donne, George Herbert och Henry Vaughan.
Till formen var hennes poesi strikt lyrisk, men skildrat med mycket känsla. Eftersom hon förespråkade traditionella former inom lyriken, till skillnad från modernister som Ezra Pound och T. S. Eliot, har vissa kritiker placerat henne i vad som har kallats den "reaktionära generationen", även om såväl språket som de teman som behandlas förefaller samtida och moderna. Brett C. Millier har kallat henne för en av USA:s bästa poeter.
Utöver sina diktsamlingar publicerades hennes dikter återkommande i tidskrifter som New Republic, Scribner's och Atlantic Monthly. Under 38 år, mellan 1931 och 1969, var hon litteraturkritiker, med särskilt fokus på poesi, i New York Times.